# آنا جونسون جوليان
آنا جونسون جوليان (24 نوفمبر 1903-3 يوليو 1994) كانت أول امرأة أمريكية من أصول أفريقية تمنحها جامعة بنسلفانيا شهادة الدكتوراه في علم الاجتماع (1937)، وناشطة مدنية، والرئيس الوطني الرابع لدلتا سيغما سيتا، وهو ناد تاريخي خاص بالنساء السود. وفي ثلاثينات القرن العشرين، كانت جوليان تَدرس العوامل التي تعيق تعليم الأطفال وتُدَرِّس علم الاجتماع في كلية ماينر تيجرس. كانت أطروحة الدكتوراه الخاصة بها عبارة عن تحليل لسجلات حالات 100 عائلة ممن يحصلون على دعمٍ في الدَّخل. تزوجت من كيميائي بارز، بيرسي لافون جوليان، منذ عام 1935 حتى عام 1975، وكان لديها ثلاثة أطفال. وَقَف الزوجان وأطفالهما بوجه حملة تخويف تعسفية وعنيفة عند انتقالهما إلى منزلٍ فخمٍ في أوك بارك بشيكاغو، إذ شُنَّت على منزلهم أنواع الهجمات، بما فيها تفجيرين ناريين. أسس آل جوليان فرع شيكاغو لمنظمة الصندوق التعليمي والدفاع القانوني التابعة للجمعية الوطنية للنهوض بالملونين (NAACP).
كانت ناشطة في مجموعة من المجالات المدنية والمنظمات الدينية، بما في ذلك العمل كرئيس لقسم مساعدة المرأة في رابطة شيكاغو الحظرية وكنائب رئيس في منظمة مدنية وطنية خاصة بالمرأة الأمريكية من أصول أفريقية. وفي 1963، قام حاكم الولاية بتعيينها في لجنةٍ معنيةٍ بتحديد النسل، التي كانت تسدي المشورة للهيئة التشريعية في الولاية بشأن مسألة تحديد النسل المُمَول من قبل الدولة الخاص بالنساء اللاتي يتلقين معوناتٍ حكومية. وفي سبعينات وثمانينيات القرن العشرين، كانت عضوا في مجلس جامعة روساري (حالياً الكلية الدومينيكية)، وتقاعدت بصفتها رئيس في 1985. تُوُفِّيت جوليان في أوك بارك عن عمر يناهز 90 عاماً، بعد أن تلقت العديد من درجات الشرف، بما في ذلك ثلاث شهادات دكتوراه فخرية من ثلاث جامعات.

## النشأة والتعليم
وُلد آنا روسيل جونسون في 24 نوفمبر، 1903. في مدينة بالتيمور بولاية ميريلاند. من أم تدعى أديليد سكوت جونسون وأب يدعى جارليس سبين جونسون (أخصائي معالجة الأقدام)، وكانت الخامسة في عائلة ذات سبع بنات.
أُصيبت جونسون بحمى الروماتزم عندما كانت صَبيَّة، بحيث لم تكن قادرة على الالتحاق بالمدرسة حتى الصف الثالث. وفي عمر 12، انتقلت إلى فيلادلفيا للعيش مع عمِّها وعمِّتها حتى يكون بمقدورها الالتحاق بمدرسة شاملة لكل الأعراق تتميز بمعايير أكاديمية أعلى من تلك الموجودة في مسقط رأسها، ثانوية غرب فيلادلفيا.
في عام 1919، بدأت جونسون الدراسة في جامعة بنسلفانيا للحصول على بكالوريوس العلوم في التربية، وأنظمت إلى النادي، دلتا سيغما سيتا، الذي شغلت فيه لاحقا منصب الرئيس الوطني الرابع منذ 1929 حتى 1931. وخلال فترة رئاستها توحَّد النادي على الصعيد الوطني.
حصلت جونسون على البكالوريوس عام 1923، والتحقت في السنة التالية ببرنامج الدراسات العليا في علم الاجتماع. ونالت شهادة الدكتوراه في علم الاجتماع عام 1952.

## الحياة الشخصية
كانت آنا متزوجة من روبرت تومسون عندما تعرفت على بيرسي لافون جوليان. منعت المعوقات العرقية بيرسي من تولي منصب في الجامعة التي درس فيها، جامعة ديبو، وفي أي مكان أخر. عمِل روبرت تومسون وبيرسي جوليان معاً في جامعة هاورد، إلا أن العلاقة الغرامية بين آنا وبيرسي أجبرت بشكل جزي كلا من توماس وجوليان على ترك جامعة هاورد في عام 1932. وفي 24 ديسمبر، 1935، تزوج بيرسي من آنا. ونظرا لعدم تأسيس حياتها المادية بعد، استمرت آنا جوليان في الإقامة والعمل في واشنطن، العاصمة، في أثناء سعيها للحصول على شهادة الدكتوراه في علم الاجتماع من جامعة بنسلفانيا، وفي أثناء تولي زوجها منصباً في شيكاغو. عندما بدأ الاثنان بالعيش معاً، اكتشفت جوليان أن «عبء العلم قد يكون ثقيلاً»، وأن وقت العشاء قد يكون في 7 أو 11، بقدر تعلق الأمر بتلاميذ الكيمياء الحقيقيين. كان كلاهما ملتزمان بأهدافٍ وقيمٍ مماثلة، حتى أن إحدى المجلات أطلقت عليهما لاحقا وصف «الزوجان القويان».